# Спецвыпуск в пандемию
«Спецвыпуск в пандемию» (англ. The Pandemic Special) — спецвыпуск американского мультсериала «Южный Парк». Премьера эпизода сериала состоялась 30 сентября 2020 года на Comedy Central в США, а также впервые транслировалась одновременно на MTV и MTV2.
В России эпизод был представлен 7 октября 2020 года на телеканале Paramount Comedy.
Эпизод высмеивает реакцию жителей США на COVID и расовые беспорядки, включая психическое здоровье, неправильное ношение масок, образование, синофобию и отказ от полиции.

## Сюжет
Баттерс расстроен, что его родители не разрешают ему посетить Build-A-Bear из-за пандемии. Его отец, Стивен Стотч, критикует неправильное ношение защитных масок, насмешливо называя их «подгузниками для подбородка», затем он отвлекается на толпу, собравшуюся на шоу, которое было организованно Рэнди Маршем. Он объявляет о начале продажи «специальной пандемической» марихуаны, которую он выращивает на своей ферме. Жена Рэнди, Шэрон, ругает его за то, что он пытается нажиться на пандемии.
Тем временем Эрик Картман восторженно поёт о социальном дистанцировании, поскольку он может оставаться дома и избегать онлайн-уроков в школе, симулируя проблемы с интернетом. Когда его мать, Лиана Картман, говорит ему, что школа скоро снова откроется, Эрик приходит в ярость.
На ферме Шэрон сообщает Рэнди, что её брат, Джимбо Керн, болен COVID-19, но Рэнди настаивает, что Джимбо болен из-за того, что он «толстый алкоголик». Рэнди узнает из теленовостей, что пандемия началась от летучей мыши в Ухане. Он сразу вспоминает, как вместе с Микки Маусом был в Китае, где они оба имели половые сношения с этой летучей мышью.
Картман навещает Кайла Брофловски, чтобы пожаловаться из-за необходимости возвращения в школу. Совет начальной школы «Южного Парка» созывает родительское собрание в Zoom под руководством Мистера Маки. Встреча быстро превращается в разборку с непристойными оскорблениями, в результате чего Мистер Макки отключает микрофон всем участникам конференции. Школьный совет решает, что начальная школа будет снова открыта, однако в роли учителей будут полицейские, которые потеряли работу из-за пандемии.
Вернувшись на ферму, Рэнди пытается не дать Шэрон, Шелли и Стэну смотреть новости до того, как узнаёт, что вирус на самом деле произошел от панголина. Ренди вспоминает, что в Китае у него был половой акт так же и с панголином.
Когда начальная школа вновь открывается, Картмана приковывают наручниками к стулу. Он пытается убежать и нападает на Кайла, провоцируя между ними драку. Это побуждает полицейских открыть огонь и они выстреливают в Токена.
Панголина из Ухани привозят в Соединенные Штаты для изучения в надежде разработать вакцину. Опасаясь разоблачения своей зоофилии, Рэнди крадёт его. Микки Маус угрожает убить Рэнди и отправить образцы его ДНК ученым для создания вакцины. Рэнди убеждает Микки дать ему немного времени, пообещав найти лекарство. Ночью Рэнди входит в больничную палату Джимбо и дает ему марихуану, смешанную со своей спермой. На следующий день Шэрон сообщает Рэнди, что Джимбо поправился. Рэнди приступает к обогащению своей спермой «специальной пандемической» марихуаны. Шэрон просит его срочно подойти к Джимбо, поскольку у него появились усы. Местная больница переполнена пациентами мужского и женского пола, «страдающими» от одинаковых усов. Доктор Энтони Фаучи появляется на телевидении и просит людей надевать маски так, чтобы не было видно усов. Ведущий новостей советует оставаться дома и расслабиться с помощью «специальных пандемических» препаратов.
Полиция утверждает, что Токен был госпитализирован из-за коронавируса, и вся школа помещена на карантин, который больше похож на тюрьму под надзором офицеров. Баттерс становится всё более расстроенным из-за того, что он уже никогда не сможет посетить Build-A-Bear. В это время у Стэна начинается нервный срыв. В Белом доме, Президент Гаррисон получает звонок от Стэна, который говорит ему, что один из учеников действительно болен, но Гаррисон отказывается что-либо делать, потому что мексиканцы и другие этнические меньшинства имеют более высокий уровень смертности, чем белые.
Стэн обещает отвезти Баттерса в Build-A-Bear и убеждает учеников сбежать из школы. В «Южном Парке» вспыхивают протесты, беспорядки и грабежи. Это позволяет полиции вернуть себе финансирование и боеприпасы для подавления гражданских беспорядков, в ходе которых погибает Кенни Маккормик. Мальчики врываются в Build-A-Bear, но Стэну не удаётся нормально работать с оборудованием. Полиция собирается открыть огонь по мальчикам, но их останавливает Рэнди и передаёт украденного панголина. Картман хватает панголина, намереваясь убить его, но меняет своё мнение, когда Стэн рассказывает, что побег он затеял из-за невозможности находиться постоянно в изоляции. Картман отдаёт панголина учёному, которого позже убивает Президент Гаррисон.
После этого демонстрируется лесные пожары, которые приближаются к «Южному Парку». Рэнди собирается признаться в своих действиях Шэрон, но замечает, что у нее тоже есть усы, хотя она утверждала, что не курила марихуану. Ренди понимает, что Шерон его обманывает, и принимает решение создать ещё несколько «специальной пандемической» марихуаны.